# Collaborazionismo

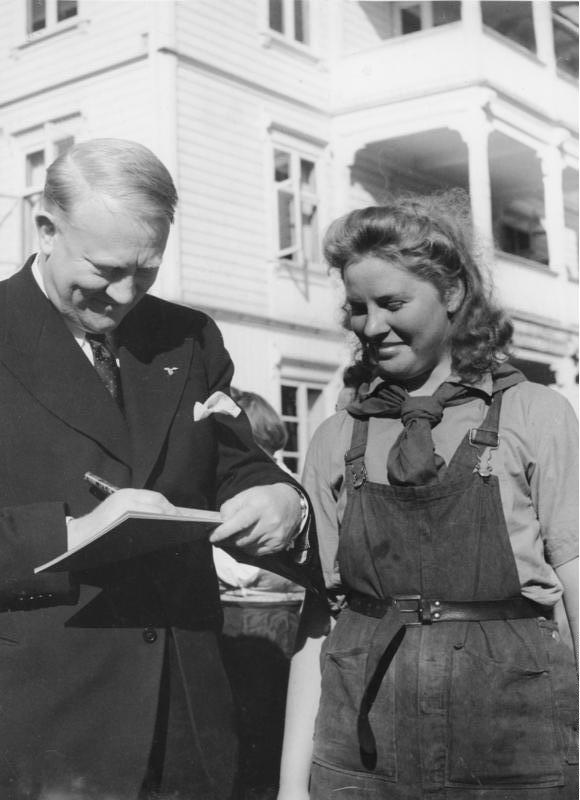
Vidkun Quisling mentre firma un autografo nel 1943: fu probabilmente il collaborazionista più noto dell'epoca, tanto che il suo cognome è divenuto, in molte lingue, sinonimo di "traditore"

Il collaborazionismo è un fenomeno sociale e politico connesso alle vicende di governo di uno Stato oggetto di occupazione militare da una potenza straniera, che vi organizza una classe dirigente totalmente asservita agli interessi degli occupanti. Sebbene in Italia il termine fosse già usato prima del fascismo per indicare la partecipazione al governo da parte dei socialisti, esso viene abitualmente usato in riferimento alla collaborazione con i nazisti nei territori occupati durante la seconda guerra mondiale.

## Definizione
Esso consiste nell'organizzazione di una struttura di controllo sociale, in modo da creare un collegamento tra la potenza occupante e la popolazione assoggettata. Tale struttura di controllo sociale è composta da elementi locali e si articola secondo uno schema piramidale che riproduce quello tipico di un normale apparato statale, dotato quindi di una propria burocrazia e regole autonome di funzionamento, che va da un vertice, civile o militare, fino a una base operativa costituita da elementi,  inseriti nelle varie classi sociali con funzione spionistica e delatoria, che assicurino il controllo e la repressione dei movimenti eversivi che possono turbare l'ordine pubblico.
Da ciò il termine negativo di "collaborazionismo", nel senso di offerta stabile e consapevole di collaborazione con un soggetto occupante extranazionale che rappresenta gli interessi di un altro governo, finalizzata a far funzionare l'apparato statale che altrimenti avrebbe difficoltà a operare normalmente, visto che il precedente apparato, di norma, viene rimosso o comunque destrutturato.
Nell'esperienza storica europea le vicende più importanti che videro la nascita di Stati fantoccio collaborazionisti si ebbero durante la seconda guerra mondiale. Il Terzo Reich, ad esempio, instaurò in buona parte dei territori occupati governi asserviti ai propri voleri (in altri permase invece un'amministrazione militare); tra questi la Francia (a partire dal 1942, dopo l'operazione Anton che invase la Repubblica di Vichy), la Repubblica Sociale Italiana con sede a Salò, la Norvegia di Vidkun Quisling e il governo degli ustascia in Croazia. Anche l'Impero giapponese creò degli Stati vassalli per gestire la propria espansione negli anni trenta e quaranta, il più celebre tra i quali fu senza dubbio il Manciukuò.

## Il collaborazionismo nella seconda guerra mondiale

### Cina
Durante la seconda guerra sino-giapponese il Giappone creò nei territori occupati, situati nella parte nord-orientale della Cina, un'amministrazione civile fedele alla causa nipponica, nota come Repubblica di Nanchino. Presidente del governo era il collaborazionista Wang Jingwei, che già negli ultimi mesi del 1938 aveva proposto di negoziare con i giapponesi. Il suo governo nella Cina occupata iniziò il 30 marzo 1940, quando divenne presidente dell'Esecutivo Yuan e Dirigente del Governo Nazionale (行政院長兼國民政府主席). Tra il 1940 e il 1943 continuò ad esprimere solidarietà alle Potenze dell'Asse, criticando l'imperialismo occidentale, il comunismo sovietico e il Kuomintang di Chiang Kai-Shek. Wang Jingwei morì prima della fine della guerra, nel 1944, e non subì quindi un processo per alto tradimento.

### Italia
All'indomani dell'annuncio alla radio del maresciallo Badoglio sulla resa dell'Italia, il 9 settembre 1943  i tedeschi, nell'ambito di attuazione del piano Achse, nell'arco di 9 giorni occuparono gran parte del territorio italiano spingendosi a sud quasi fino a Salerno, dove il 18 settembre 1943 la loro avanzata fu fermata dagli Alleati. L'esercito tedesco si appropriò inoltre di tutti i territori fino ad allora occupati dall’esercito italiano catturando complessivamente circa 810.000 militari italiani. Di questi circa 600.000 uomini rifiutarono ogni collaborazione con le forze armate tedesche e fasciste, restando fedeli al giuramento fatto al re, furono rinchiusi nei campi di prigionia nazisti. Circa 197.000 militari catturati scelsero invece, per convinzione o semplicemente per evitare la deportazione, di continuare la guerra a fianco delle potenze dell’Asse, tradendo in tal modo il giuramento fatto al Re.

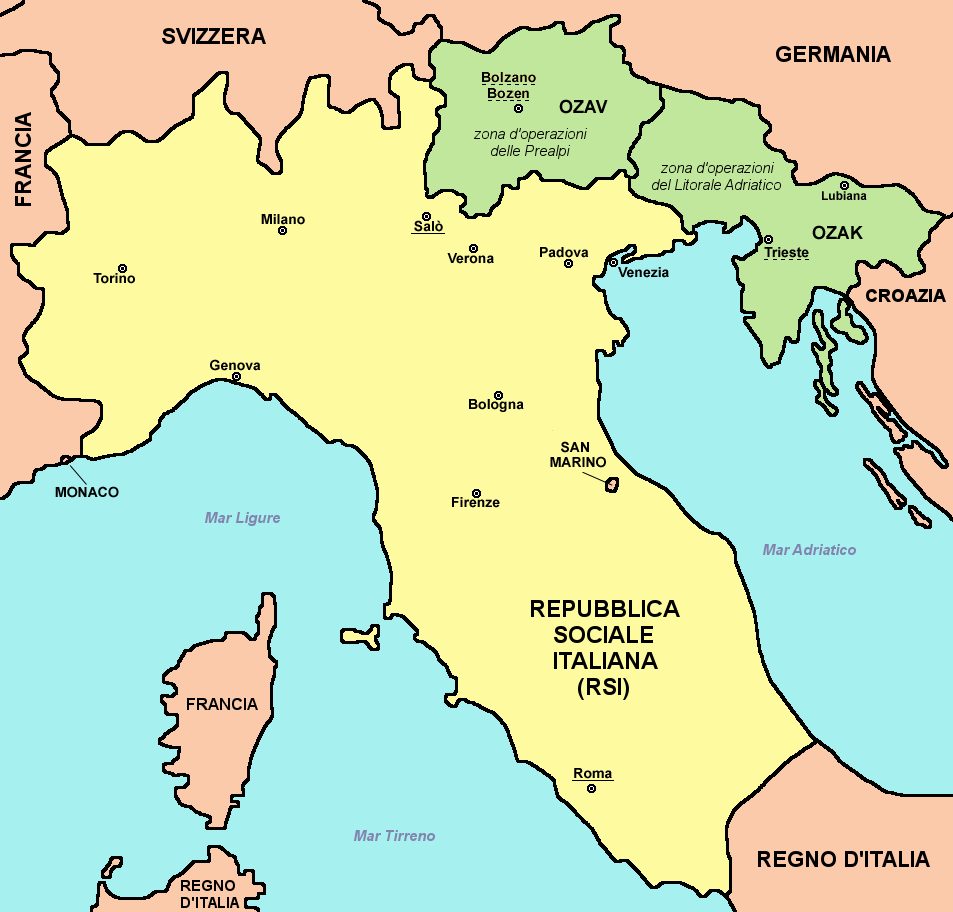
Mappa della Repubblica Sociale Italiana. Le aree segnate in verde facevano ufficialmente parte della R.S.I. ma erano considerate zone di operazione militare sottoposte a diretto controllo tedesco.

 La maggior parte di coloro che accettarono di continuare a combattere a fianco dei nazisti venne inquadrata nelle varie formazioni militari o di polizia della Repubblica Sociale Italiana. Circa 20.000 di essi furono invece arruolati direttamente nelle formazioni militari o di polizia del Terzo Reich. La maggior parte di questi ultimi (circa 6.200) nella 29ª Waffen-Grenadier-Division der SS 29ª Waffengrenadierdivision der SS (italienische Nr. 1), costituita quasi integralmente da volontari italiani.
Il territorio italiano occupato dai tedeschi venne considerato “territorio occupato”, sottoposto all'autorità militare germanica, e diviso in tre entità politico-amministrative: 
- la Repubblica Sociale Italiana, in cui l’autorità civile ed amministrativa era affidata al Governo della Repubblica Sociale Italiana;
- la Zona d'operazioni del Litorale adriatico, indicata con l’acronimo OZAK (Operationszone Adriatisches Küstenland), e la Zona d'operazioni delle Prealpi, indicata con l'acronimo OZAV (Operationszone Alpenvorland), nelle quali oltre all’autorità militare anche l’autorità civile ed amministrativa erano sottoposte al diretto controllo  del Terzo Reich.

#### Collaborazionismo della Repubblica Sociale Italiana
Secondo una stima del comando SS di Milano le forze militari e delle forze di polizia della RSI, al 9 aprile 1945, contavano circa 130.000 uomini:
- La Guardia Nazionale Repubblicana, che svolgeva compiti di polizia interna e militare», contava circa 72.000 uomini;
- L’Esercito Nazionale Repubblicano, al comando del generale Archimede Mischi contava tra i 30.000 e 35.000 uomini;
- Le Brigate Nere, organizzazione armata del Partito Fascista Repubblicano contavano circa 22.000 uomini;
- La Decima Mas, formazione militare autonoma al comando di Junio Valerio Borghese, contava circa 4.800 uomini;

Cuneo, arditi dei battaglioni della Legione Muti durante una Messa da campo

- La Legione Autonoma Mobile Ettore Muti, corpo militare della RSI con compiti di polizia politica e militare, contava circa 1.050 uomini.

Le formazioni fasciste costituite in funzione antipartigiana si macchiarono talvolta di delitti atroci, così efferati da sorprendere addirittura gli occupatori tedeschi:
La Guardia Nazionale Repubblicana era costituita principalmente da ex carabinieri, da ex militi della MVSN e da ex appartenenti alla PAI. Alcune unità della GNR sostennero reparti dell’esercito e della polizia  tedeschi nella guerra al fronte contro gli Alleati e nella lotta contro i partigiani. La GNR partecipò a numerose operazioni di rappresaglia, come ad esempio alla strage di Forte Bravetta, e si macchiarono anche di crimini di guerra contro la popolazione civile. Alla fine del conflitto diverse centinaia dei suoi appartenenti furono liquidati dai partigiani italiani e jugoslavi; tra di essi i 12 ex carabinieri, inquadrati nella GNR, uccisi a Malga Bala.
L'Esercito Nazionale Repubblicano costituiva l'esercito regolare della Repubblica Sociale Italiana, ma per l'impiego operativo era di fatto subordinato ai comandi militari tedeschi. La maggior parte delle azioni compiute dalle untà di questa formazione militare furono dirette contro il movimento partigiano; i comandanti tedeschi, poco inclini a fidarsi dei militari italiani dopo i fatti dell’8 settembre, preferirono evitare di coinvolgerli nei combattimenti al fronte.

Mussolini in visita a una Brigata Nera

Le Brigate Nere erano formate in larga parte da fascisti radicalizzati ed operavano con brutalità e ferocia nei confronti dei combattenti della Resistenza e di chiunque fosse anche solo sospettato di fornire loro sostegno. Le Brigate Nere rappresentavano l’espressione più violenta del fascismo. Spesso superavano i compiti a loro affidati. Le brutalità da essi compiute nelle azioni ritorsive furono tali da stupire addirittura Karl Wolff, comandante supremo delle SS in Italia, che le definì “eccessi terroristici”.
(Generale Frido von Senger und Etterlin)
La Decima MAS si componeva da militari provenienti dalla 10ª Flottiglia MAS della Regia Marina Italiana che dopo l'armistizio di Cassibile decisero di collaborare con la Germania nazista. per continuare la guerra contro gli Alleati. 
(Francesco Anfossi su Famiglia Cristiana)
La Legione Autonoma Mobile Ettore Muti era composta principalmente da elementi del fascismo milanese, integrati da volontari della Milizia Volontaria per la Sicurezza Nazionale. Tra il 18 marzo 1944 e il 27 aprile 1945 operò principalmente nella provincia di Milano e nel cuneese, rendendosi protagonista di rastrellamenti e crimini che saranno oggetto di un processo nel 1947.
Col decreto legislativo luogotenenziale 27 luglio 1944 n. 159 furono istituite un’Alta Corte di giustizia e Corti d’assise speciali – i giudici popolari erano designati dai Comitati di Liberazione nazionale – poi sostituite dalle sezioni speciali, con i giudici popolari nominati dal presidente della Corte e la possibilità per i condannati di ricorso in Cassazione. Peraltro, "il decreto 5 ottobre 1945 sottraeva a questi organi le questioni che implicavano un giudizio di carattere militare, devolute ai Tribunali militari, disposizione decisiva nella lunga vicenda giudiziaria di Graziani, accusato ai sensi dell’art. 5, che rifondeva il decreto 26 maggio 1944 n. 134, e disponeva «chiunque, posteriormente all’8 settembre 1943, abbia commesso o commetta delitti contro la fedeltà e la difesa militare dello Stato, con qualunque forma di intelligenza o corrispondenza o collaborazione col tedesco invasore, di aiuto o assistenza ad esso data, è punito a norma delle disposizioni del Codice penale militare di guerra. Le pene applicate ai militari sono applicate anche ai non militari. I militari saranno giudicati dai Tribunali militari, i non militari dai giudici ordinari»".

Per giudicare i crimini fascisti e condannare gli imputati di collaborazionismo le autorità del Regno d’Italia emanarono leggi e istituirono organismi giuridici speciali, ancor prima della fine del conflitto.
– 5928 condannati per collaborazionismo

– di questi 259 erano stati condannati a morte

– la sentenza era stata eseguita per 91 di essi. Per gli altri 168 la condanna alla pena di morte non aveva avuto seguito in conseguenza di provvedimenti di amnistia o di grazia.

Un numero imprecisato di condannati era stato liberato e la pena era stata interamente estinta in seguito alle amnistie.

Al 31 dicembre 1952 i condannati per collaborazionismo ancora detenuti erano 266, i latitanti 334.

Se prendiamo in considerazione gli imputati e tra questi coloro che furono condannati, possiamo dire che, in generale, tra coloro che avevano esercitato ruoli di rilievo nella Rsi, negli alti gradi dell’esercito, dell’amministrazione, dei tribunali speciali, ben pochi furono condannati a pene severe. Per la quasi totalità di loro non si giunse nemmeno al dibattimento; se processati, furono condannati a pene lievi, assolti, liberati in seguito alle amnistie (...) La maggior parte dei collaborazionisti che subirono delle condanne aveva esercitato funzioni medio-basse, erano inquadrati nelle varie Brigate nere, nella Guardia nazionale repubblicana, nei servizi di polizia investigativa (UPI Ufficio politico investigativo), e nello spionaggio. La tesi che i tribunali si accanissero contro i gregari, mentre i capi uscivano indenni dalla resa dei conti, fu ampiamente utilizzata dagli avvocati difensori dei condannati per chiedere annullamenti delle sentenze e revisione dei processi.»
(Cecilia Nubola, Uscire dalla guerra. Giustizia e tribunali )

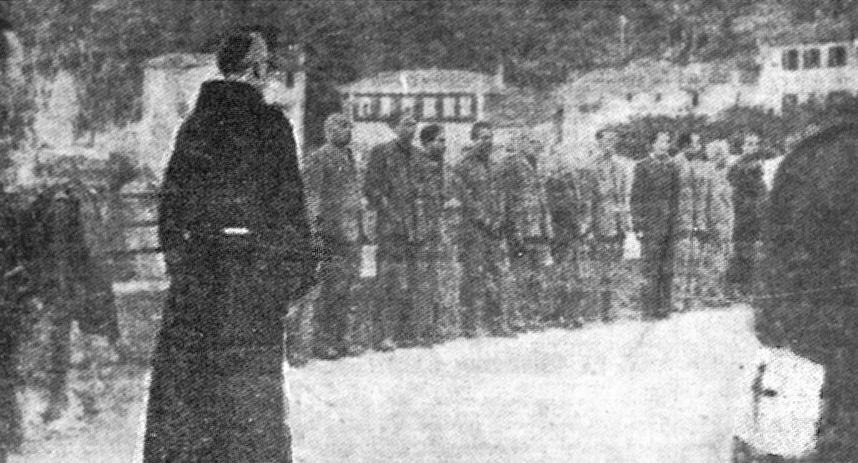
I gerarchi fascisti, catturati dai partigiani, prima delle loro esecuzione avvenuta il 28 aprile 1945 sul lungolago di Dongo.

  Dopo la caduta del fascismo e la sconfitta dei nazisti molte persone, sospettate di avere commesso crimini di guerra riconducibili al fascismo, di avere collaborato con le autorità tedesche, di avere militato nella RSI o semplicemente di avere manifestato simpatie fasciste, furono catturate, sottoposte a processi popolari e giustiziate, a volte anche senza processo. Gli atti di giustizia sommaria nei confronti di fascisti e collaborazionisti, compiuti nei giorni immediatamente successivi al termine della guerra, furono localmente tollerati dai comandi alleati:
(Colonnello inglese John Melior Stevens al CLN piemontese)
La persecuzione dei fascisti durò per alcuni mesi e produsse molte vittime. Secondo un'indagine della Direzione generale di Pubblica sicurezza, svolta alla fine del 1946, le persone uccise perché politicamente compromesse con il regime fascista sarebbero state 8.044. A questo numero vanno aggiunte 1.180 persone "prelevate e presumibilmente soppresse", per un totale di 9.224. Questa cifra si accorda con l'entità di quelle dichiarate nel 1948 al Senato da Ferruccio Parri, che parlò di un numero di morti compreso tra 10.000 e 15.000.
(Gianni Oliva, La resa dei conti)

#### Collaborazionismo nella Zona d'operazioni del Litorale adriatico
- Gruppo corazzato "San Giusto" – Mariano del Friuli
 (c.ca 130 uomini);
- 4ª compagnia del CXXXII battaglione fortificazione costiera – Udine (oltre 100 uomini);
- II battaglione del reggimento alpini “Tagliamento” –
Valle del Vipacco;
- V battaglione genio autieri Villa del Nevoso
 (oltre 300 uomini);
- XVI battaglione difesa costiera – Fiume (circa 350 uomini);
- XIV gruppo di artiglieria da posizione costiera – Muggia
 (circa 300 uomini);
- XVII gruppo di artiglieria da posizione costiera – Muggia
 (oltre 350 uomini);
- II battaglione genio autieri – Istria (oltre 550 uomini);
- I battaglione genio guastatori – Istria (oltre 100 uomini);
- XI gruppo artiglieria da posizione costiera – Fiume
(oltre 300 uomini);
- XII gruppo di artiglieria da posizione costiera – Fiume
 (circa 250 uomini);
- XVII battaglione difesa Costiera – Fiume e Pola
 (oltre 600 uomini);
- VI battaglione genio artieri – Fiume e Pola
 (oltre 200 uomini);
- XIII gruppo di artiglieria da posizione costiera – Pola
(circa 350 uomini);
- 4ª compagnia trasmissioni oltre (200 uomini);
- 1º e 3º reparto Salmerie e Carreggio.

- IX gruppo di artiglieria da posizione costiera – Trieste
(circa 250 uomini);
- XV Gruppo di artiglieria a posizione costiera – Trieste
(oltre 200 uomini);
- Battaglione “Volontari di Sardegna” – Pola e Trieste
 (oltre 200 uomini);
- 5º reggimento della Milizia Difesa Territoriale (o Landschutz Miliz) – Friuli (c.ca 2.900 uomini);
- 4º reggimento della Milizia Difesa Territoriale (o Landschutz Miliz) – Gorizia (c.ca 1.000 uomini);
- 1º reggimento della Milizia Difesa Territoriale (o Landschutz Miliz) – Trieste (c.ca 320 uomini);
- 2º reggimento della Milizia Difesa Territoriale (o Landschutz Miliz) – Istria (c.ca 2.000 uomini);
- 3º reggimento della Milizia Difesa Territoriale (o Landschutz Miliz) – Fiume (c.ca 1.500 uomini).

Sotto il controllo del comando SS di Trieste era posto anche l'Ispettorato Speciale di Pubblica Sicurezza,
(c.ca 200 uomini).
Per estorcere informazioni i più zelanti collaboratori dei tedeschi non esitavano ad utilizzare i più spietati metodi di tortura.
 La Zona d'operazioni del Litorale adriatico, o OZAK (acronimo di Operationszone Adriatisches Küstenland), fu un territorio annesso "de facto" alla Germania nazista e comprendente le province italiane di Udine, Gorizia, Trieste, Pola, Fiume e Lubiana.Fu creato assieme alla Zona d'operazioni delle Prealpi nel settembre 1943, a seguito dell'occupazione tedesca dell'Italia centro-settentrionale e dell'istituzione del regime collaborazionista della Repubblica Sociale Italiana. L’OZAK, pur essendo ufficialmente parte della Repubblica Sociale Italiana, era sottoposta all'amministrazione militare tedesca e di fatto, annessa al Terzo Reich.
Il comando militare dell’OZAK fu affidato a Ludwig Kübler, mentre il comando della polizia e delle SS venne affidato a Odilo Globočnik, che avviò una lotta crudele e senza quartiere al movimento partigiano friulano e slavo molto forte sia nel Friuli che nella Venezia Giulia, attraverso l'utilizzo di forze collaborazioniste italiane e straniere. Queste ultime erano formate da oltre 12.000 uomini, inquadrati in vari corpi militari e di polizia tra i quali la Milizia per la Difesa Territoriale (Landschutz Miliz), l’Ispettorato Speciale di Pubblica Sicurezza per la Venezia Giulia, la Guardia Civica di Trieste (Stadtshutz - Triest), due reparti regolari dell'esercito della RSI (Battaglione bersaglieri Mussolini e Reggimento Alpini Tagliamento), la Xª Flottiglia MAS (dal novembre 1944 al febbraio 1945), le Brigate nere, la polizia tedesca e varie formazioni di collaborazionisti sloveni, croati, serbi e cosacco-caucasici.
(Il “Litorale Adriatico”, Associazione nazionale ex deportati nei campi nazisti)
In provincia di Udine il maggior numero di interrogatori venne eseguito nella famigerata Caserma Piave a Palmanova in cui fu istituito uno dei più importanti centri di repressione per debellare la resistenza della Bassa Friulana; tra l’autunno 1944 e l’aprile 1945 vi furono imprigionati 543 partigiani, di cui solo 312 riuscirono ad uscirne vivi.
(Raoul Pupo, Adriatico amarissimo)
Come nel resto d’Italia, dopo la cacciata dei nazisti anche nelle provincie che avevano fatto parte dell’OZAK si verificarono numerose uccisioni di persone, sospettate di avere commesso crimini di guerra riconducibili al fascismo, di avere collaborato con le autorità tedesche, di avere militato nella RSI o semplicemente di avere manifestato simpatie fasciste. Le violenze postbelliche compiute nelle province di Udine, Gorizia, Trieste, Pola e Fiume presentano tuttavia delle differenze rispetto a quelle compiute nel resto d’Italia. Gran parte del territorio di tali province fu strappata al controllo militare tedesco dagli Jugoslavi che, dopo averne assunto il controllo, gestivano essi stessi tali violenze, in base a precise disposizioni emanate dagli organi politici jugoslavi.
Tali violenze avevano non solo finalità ritorsive “nei confronti di chi era accusato di crimini contro i popoli sloveno e croato (quadri fascisti, uomini degli apparati di sicurezza e delle istituzioni italiane, ex squadristi, collaboratori dei tedeschi)”, ma anche “finalità epurative dei soggetti ritenuti pericolosi, come ad esempio gli antifascisti italiani contrari all’annessione alla Jugoslavia (membri dei CLN, combattenti delle formazioni partigiane italiane che rifiutavano di porsi agli ordini dei comandi sloveni, autonomisti fiumani)”, nonché  “finalità intimidatorie nei confronti della popolazione locale, per dissuaderla dall’opporsi al nuovo ordine.”
Per le stragi del 1945 l’ordine di grandezza è delle migliaia. Lo stato della ricerca non consente quantificazioni precise. Gli arrestati nelle province di Trieste e Gorizia furono circa 10.000, ma la maggior parte di essi fu liberata nel corso di alcuni anni. Secondo una ricerca condotta a fine anni '50 dall'Istituto centrale di statistica, le vittime civili (infoibati e scomparsi) nel 1945 dalle province di Trieste, Gorizia ed Udine furono 2.627. Probabilmente la cifra è leggermente sovrastimata, perché qualche prigioniero può essere rientrato senza darne notizia. D'altra parte, a tale stima vanno aggiunte le circa 500 vittime accertate per Fiume e qualche centinaio dalla provincia di Pola. Inoltre, mancano dal computo i militari della RSI, per i quali il calcolo è difficilissimo, in quanto le fonti non li distinguono dagli altri prigionieri di guerra. Una stima complessiva delle vittime fra le 3.000 e le 4.000 sembra perciò abbastanza ragionevole.»
(IRSRECFVG, Vademecum per il Giorno del ricordo)

#### Collaborazionismo nella Zona d'operazioni delle Prealpi

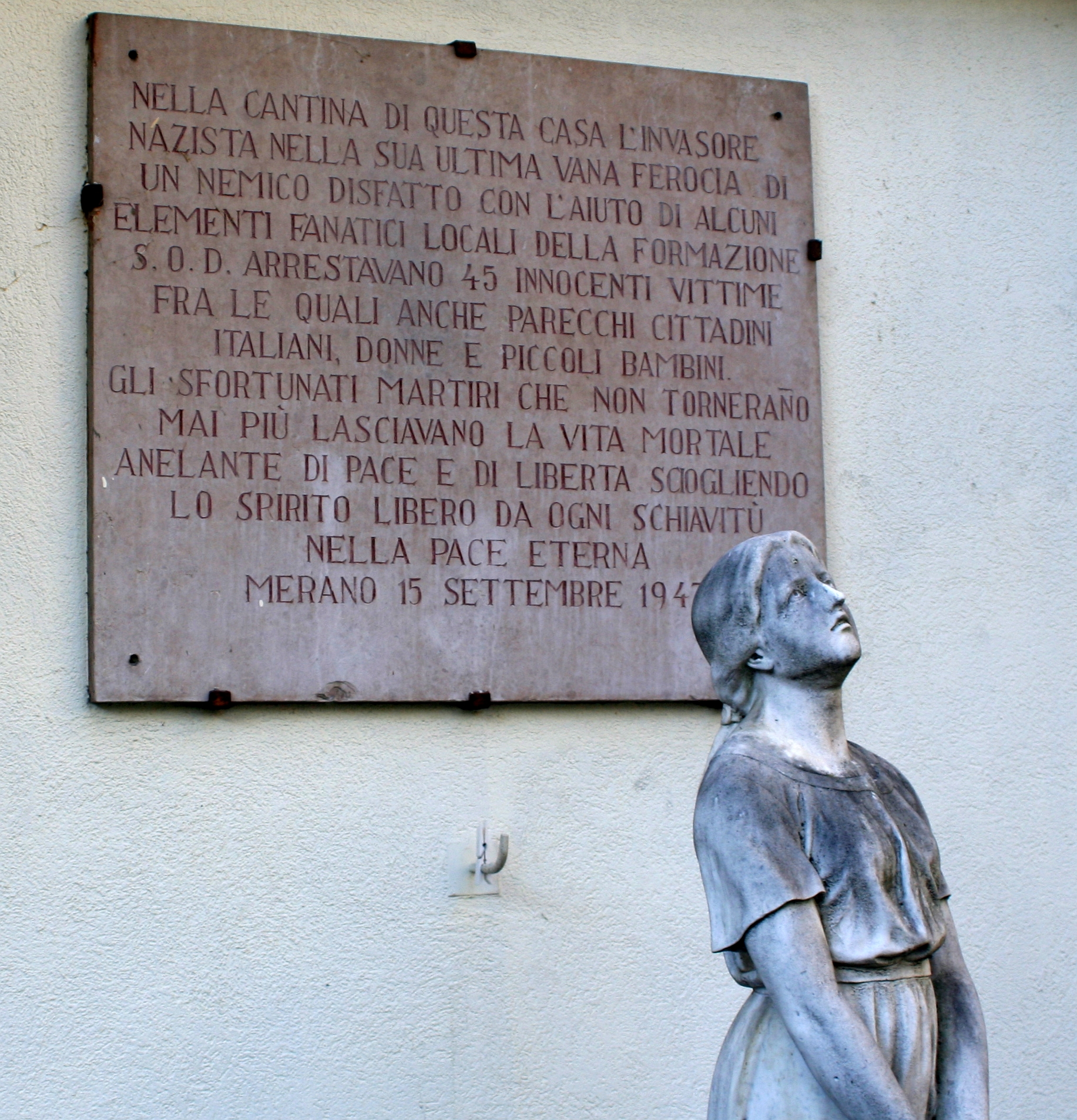
Monumento agli ebrei di Merano, deportati con la collaborazione del SOD

La Zona d'operazioni delle Prealpi o OZAV (acronimo di Operationszone Alpenvorland) fu creato assieme alla Zona d'operazioni del Litorale adriatico nel settembre 1943 e comprendeva le province italiane di Belluno, Bolzano e Trento. 
Il comando dell'area fu affidato a Franz Hofer in qualità di Gauleiter (Commissario Supremo), il quale aveva pieni poteri, compreso quello di vita e di morte: rispondeva solo e direttamente a Hitler.
Il controllo del territorio fu affidato a formazioni militari e di polizia composte in buona parte da arruolati altoatesini e in certi casi impiegati anche al di fuori dell’OZAV:  
- Il Südtiroler Ordnungsdienst (Servizio d'ordine del Sudtirolo), abbreviato SOD, era una organizzazione ausiliaria parapoliziesca attiva tra il 1943 e il 1944, che ha parteciapto attivamente anche alla deportazione degli ebrei;
- Il Polizeiregiment "Bozen" (Reggimento di polizia Bolzano), già Polizeiregiment "Südtirol" (dal 1º al 29 ottobre 1943) e in seguito SS-Polizeiregiment "Bozen" (dal 16 aprile 1944), era un reparto militare della Ordnungspolizei (polizia d'ordine), creato in Alto Adige nell'autunno 1943, durante l'occupazione tedesca della regione nel contesto della Zona d'operazioni delle Prealpi. La truppa era formata da coscritti altoatesini, mentre gli ufficiali e i sottufficiali provenivano dalla Germania. Composto da tre battaglioni. Il più noto è il 3° battaglione, impiegato con compiti di guardia e sorveglianza nella Roma occupata, dove il 23 marzo 1944 l'11ª Compagnia fu colpita dall'attentato di via Rasella, compiuto da partigiani gappisti, riportando trentatré morti e cinquantacinque feriti;
- Il Corpo di sicurezza trentino (CST) era una milizia istituita nel 1944 con compiti locali di tutela dell'ordine pubblico.

### Il collaborazionismo in Europa
La politica del NSDAP era, nel complesso, quella di lasciare l'autonomia necessaria alle autorità dei paesi occupati con un loro governo per mantenere l'ordine pubblico, permettendogli di risparmiare truppe d'occupazione che restavano quindi disponibili per il fronte.
Quasi tutti i paesi occupati ebbero la loro forma di collaborazionismo:
- la Norvegia, diretto da Vidkun Quisling, il cui nome servì durante la guerra a designare i dirigenti collaborazionisti, che gli Alleati chiamarono appunto "Quislings"[40].

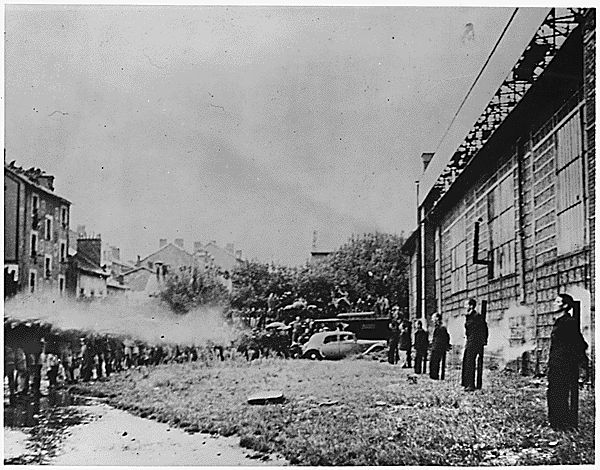
Fucilazione a Grenoble di sei giovani collaborazionisti (22.09.1944)

- Fucilazione a Grenoble di sei giovani collaborazionisti (22.09.1944) in Francia venivano considerati collaborazionisti sia i sostenitori del governo collaborazionista di Vichy, sia i sostenitori dell'Amministrazione militare tedesca della Francia; dopo la caduta del Governo di Vichy, alcuni collaboratori dei nazisti furono perseguitati. Alcune stime dicono che circa la metà delle sanzioni avvenne in forma di esecuzione sommaria, altre sono estremamente più tragiche. Nelle Memorie De Gaulle afferma che 10.842 collaborazionisti sono stati giustiziati senza aver avuto un regolare processo. Solo 779 sono stati i collaborazionisti giudicati in tribunali regolari.[41]
- il Belgio, dove vi furono collaborazionisti quali il noto nazionalista francofono delle SS Léon Degrelle o il fiammingo Staf De Clercq[42].
- nei Paesi Bassi è noto il collaborazionista Meinoud Rost van Tonningen, leader del Movimento Nazional-Socialista olandese che, benché non ritenuto responsabile di crimini di guerra, fu attivo nel tentativo di soppressione dei partiti socialisti e comunisti nel Paese.
- in Croazia il regime di Ante Pavelić, collaborava con gli occupatori italiani e tedeschi, non solo combattendo i partigiani, ma anche prendendo di mira gli zingari, gli ebrei e anche i serbi ortodossi (nonostante la collaborazione con i Cetnici)[43].
- In Bosnia, allora compresa nella Croazia degli Ustascia, dove gli occupanti reclutarono delle Waffen-SS musulmane[43].
- In Slovenia, dove vi furono collaboratori militari e civili, denominati Domobranci, al comando di Leon Rupnik[43].
- la Slovacchia, diretto dal monsignore cattolico antisemita Jozef Tiso. Lo Stato fantoccio slovacco, voluto da Hitler quando venne scisso dalla Boemia e dalla Moravia in violazione degli accordi di Monaco, aveva garantito la propria alleanza alla Germania in cambio dell'indipendenza da Praga, ma a causa della ridotte dimensioni territoriali era di fatto succube della Germania. Il governo slovacco inviò circa 20 000 soldati a invadere la Russia accanto all'esercito tedesco, e collaborò alla deportazione dei civili ebrei. Tiso fu successivamente condannato per alto tradimento e impiccato.

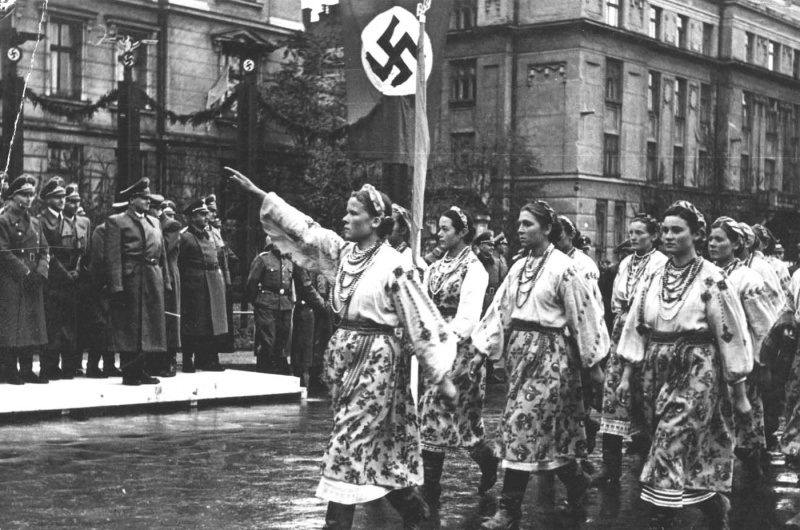
Donne ucraine salutano il comando superiore tedesco durante una parata a Stanislaviv

- Donne ucraine salutano il comando superiore tedesco durante una parata a StanislavivIn Ucraina un gran numero di ucraini si unirono all'Asse dichiarando la restaurazione dello Stato ucraino. La Germania nazista reagì negativamente alle richieste dei nazionalisti ucraini e invase la regione, istituendo invece il Reichskommissariat Ukraine (1941-1944).[44] La nuova entità amministrativa fu caratterizzata da uomini ucraini che entrarono in servizio delle SS per l'amministrazione civile ed eliminare tutte le persone indesiderate (in particolari comunisti, polacchi, ebrei, rom, sinti ed omosessuali). Molti ucraini si unirono alla Wehrmacht e agli altri eserciti dell'Asse per combattere i comunisti russi; si stima che ben 30.000 ucraini si arruolarono nelle SS ed altri 200.000 nell'esercito tedesco. Gran parte dei volontari furono principalmente da Leopoli, Kiev, Charkiv, Odessa, Donec'k e altre città importanti.
- Russia, dove si manifestarono episodi di collaborazionismo in modo più o meno eclatante. L'esempio più noto di collaborazionismo fu quello dell'ex-generale dell'armata rossa Andrej Vlasov, il quale si offrì di cooperare con le autorità occupanti a seguito della sua cattura. Nonostante il netto ritardo nell'istituire la brigata, Vlasov venne comunque considerato dai comandi militari tedeschi come la "guida" di tutti i combattenti filo-nazisti dell'oriente, sebbene molti di questi abbiano rifiutato l'offerta di unirsi al KONR (Comitato per la liberazione dei popoli della Russia, istituito dai tedeschi e guidato da Vlasov).  Altri esempi di collaborazionismo in Russia furono la RNNA, il corpo di protezione russo (Entrambi occupati nei Balcani), la 29ª divisione delle SS RONA (Guidata dal violento e spietato brigadeführer Bronislav Kaminskij e responsabile di numerosi massacri di civili durante la Rivolta di Varsavia e posti alla guida dello stato fantoccio russo dell'Autonomia di Lokot) e i vari corpi di origine cosacca, come quella assegnata al generale tedesco Helmuth von Pannwitz.
- in Estonia, sebbene in maniera più contenuta rispetto agli altri due Paesi baltici, furono diversi i cittadini che decisero di schierarsi a favore dei nazisti in chiave anti-sovietica. Tale decisione fu dovuta alla promessa effettuata dai tedeschi di ripristinare l'indipendenza nel Paese: svanita la fiducia dei locali, gli estoni si divisero tra chi fornì assistenza a Berlino, chi a Mosca e chi a nessuna delle due fazioni.[45]

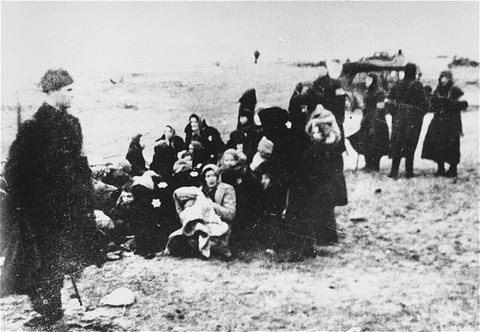
Membri di un'unità di autodifesa lettone riuniscono un gruppo di donne ebree per ucciderle su una spiaggia vicino a Liepāja, 15 dicembre 1941

- Membri di un'unità di autodifesa lettone riuniscono un gruppo di donne ebree per ucciderle su una spiaggia vicino a Liepāja, 15 dicembre 1941 [46] in Lettonia, l'adesione della popolazione allo sterminio degli ebrei fu marcata quasi come in Lituania.[47] I lettoni fornirono assistenza ai tedeschi anche sul campo di battaglia, sebbene tentarono più volte di costituire unità che potessero agire in maniera indipendente.[48] Anche qui non mancarono cittadini che preferirono combattere i tedeschi e unirsi ai sovietici.
- in Lituania, il collaborazionismo fu abbastanza diffuso per via del desiderio da parte dei lituani di dimenticare l'occupazione sovietica del 1940, culminata con una massiccia deportazione. L'ausilio fornito dai lituani riguardò anche la Shoah: dei circa 220.000[49]-250.000 cittadini[50] ebrei che popolavano la Lituania prima della seconda guerra mondiale, ne furono uccisi 190.000–195.000, la maggior parte dei quali tra giugno e dicembre 1941. Più del 95% della popolazione ebraica della Lituania perse la vita durante l'occupazione, una percentuale di gran lunga superiore a qualsiasi altro paese interessato dalla Shoah.[51][52][53]

In generale le truppe straniere nelle Waffen-SS raccolsero quasi 500.000 aderenti da tutti i Paesi occupati, venendo così a costituire la più grande formazione militare volontaria della storia. Non sono considerabili collaborazionisti i membri minori dell'Asse, come l'Ungheria, diretta da Miklós Horthy, o la Romania di Ion Antonescu. Tuttavia, entrambi questi paesi divennero collaborazionisti nelle fasi finali del conflitto, seppure su fronti opposti: in Ungheria venne instaurato un regime filo-tedesco, le Croci Frecciate, per evitare una resa separata, e in Romania Re Michele I effettuò un colpo di Stato per creare un governo filo-sovietico che firmasse la resa incondizionata all'Armata Rossa, offrendo così all'URSS il controllo totale della Romania.

## Dopo la seconda guerra mondiale
In tempi più recenti, il termine è stato usato per indicare i cambogiani che presero parte alla Repubblica Popolare di Kampuchea (un governo instaurato dai vietnamiti nel 1979) e i palestinesi accusati di atteggiamento amichevole verso le autorità israeliane.